# Maryse Hilsz
Maryse Hilsz (Levallois-Perret, 7 marzo 1901 – Bourg-en-Bresse, 30 gennaio 1946) è stata un'aviatrice francese.

## Biografia
Marie-Antoinette Hilsz, comunemente conosciuta come Maryse Hilsz, nacque a Levallois-Perret il 7 marzo 1901. La prematura morte del padre la costrinse ad interrompere gli studi, e seguendo l'attività della madre divenne dapprima sarta e poi apprendista modista. Tale attività non durò a lungo in quanto fu presa dalla passione per l'aviazione. Frequentando i raduni aviatori, nel 1924 si iscrisse alla scuola di paracadutismo della Società per lo sviluppo dell'aviazione. Tra il 1925 ed il 1929 eseguì 112 lanci, guadagnando nel contempo il denaro necessario per frequentare la scuola di pilotaggio. Al fianco di Maurice Finat ottenne il brevetto di pilota civile il 21 aprile 1930, contemporaneamente a Maryse Bastié, diventando in breve tempo un'eccezionale aviatrice.

### Gli anni dei record
Donna d'azione, elegante e con una forte personalità, progettò subito di eseguire il tour delle capitali europee, ma un guasto al motore del velivolo le impedì di proseguire oltre Amsterdam. Non perdendosi d'animo il 12 novembre 1930 decollò da Parigi a bordo di un de Havilland DH.60 Moth con l'obiettivo di raggiungere Saigon, nell'Indocina francese. Il volo si svolse via Gorizia, Belgrado, Costantinopoli, Konya, Aleppo, Baghdad, Bouchir, Djansk, Karachi, Agra, Calcutta, Rangoon e Bangkok. L'arrivo a Saigon, nonostante le avverse condizioni climatiche incontrate e qualche inconveniente tecnico riscontrato sul velivolo, avvenne il 5 dicembre dello stesso anno. Il volo di ritorno a Parigi fu avventuroso, caratterizzato dalla rottura di una tubazione dell'olio motore, e da una capottata sul campo d'aviazione di Costantinopoli.
All'inizio degli anni trenta iniziò una relazione sentimentale con un altro pilota d'eccezione, André Salel. Essi non si sposarono mai, non volendo mettere fine alla loro carriera, o avere una vita sicura e tranquilla.
All'inizio del 1932 progettò un volo di andata e ritorno tra Francia e Madagascar. Decollando il 31 gennaio a bordo di un velivolo biposto Farman denominato Joe I arrivò a Tananarive, due mesi dopo, il 31 marzo, per via di un guasto meccanico risolto dal suo meccanico Maurice Dronne, dopo aver coperto circa 12 000 km. Durante il volo di ritorno incontro condizioni climatiche sfavorevoli, ma riuscì ad arrivare in Francia ventinove giorni dopo, il 7 maggio. Il 19 agosto di quell'anno a Villacoublay ottenne il primato mondiale di altitudine femminile, raggiungendo la quota di 9mela e 791 metri a bordo di un velivolo Morane-Saunier dotato di propulsore Gnome-et-Rhône da 420 CV. Per questa impresa ottenne il cavalierato della Legione d'Onore.

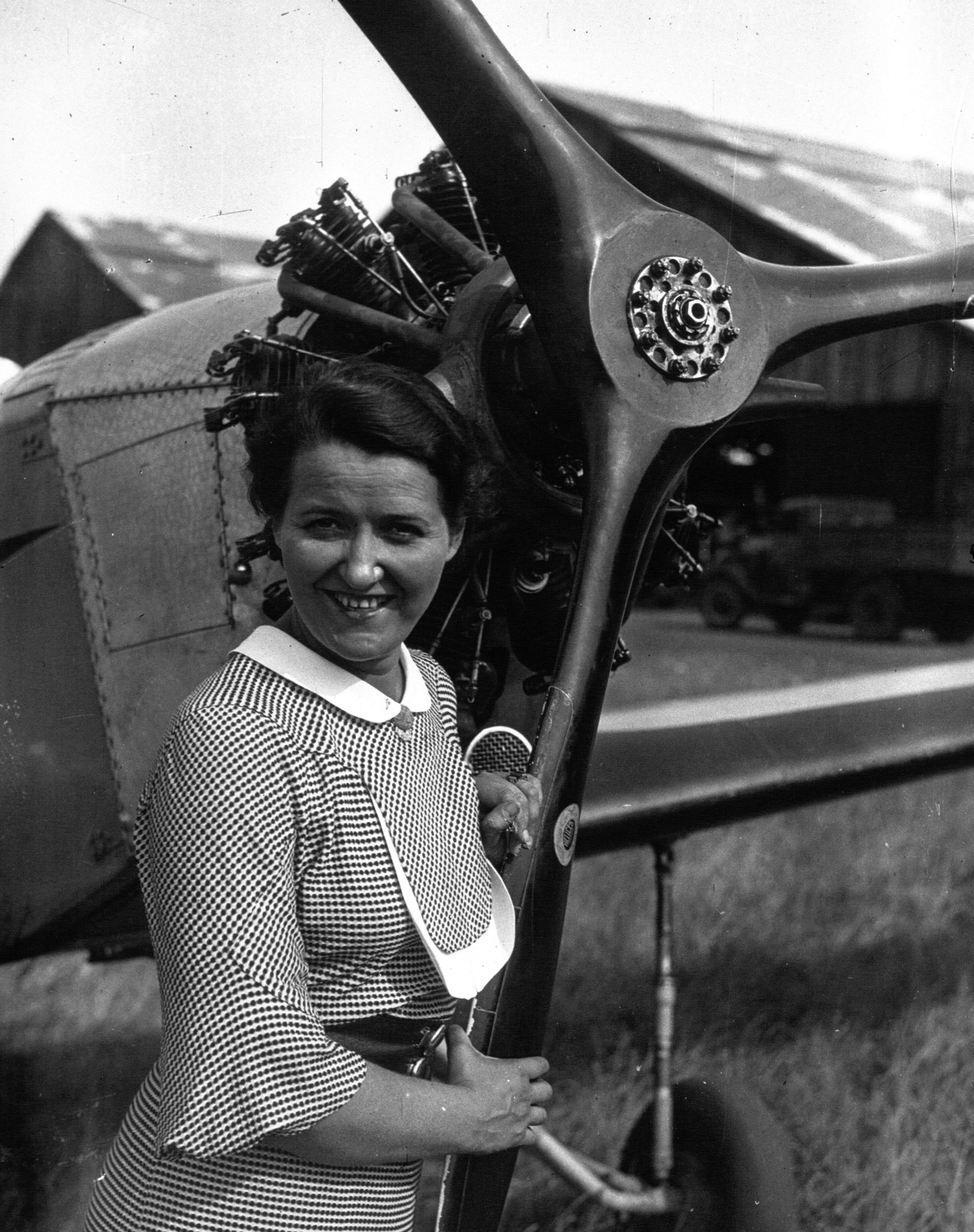
Maryse Hilsz fotografata davanti all'elica del suo Mauboussin M.122 prima di un nuovo tentativo di battere il record di altitudine nel 1935.

Nel 1933 partì da Parigi diretta a Tokyo. Con a bordo il meccanico Lemaitre decollò il 1º aprile e arrivò ad Hanoi stabilendo il record di 5 giorni, venti ore e 45 minuti e arrivando a Tokyo il 16 aprile. Il decollo da Tokyo avvenne il 23 aprile, con arrivo a Parigi il giorno 14 maggio, impiegando sei giorni e ventitré ore, per coprire il percorso Saigon-Parigi. L'anno successivo, con un Breguet Bre 27, dotato di motore Hispano-Suiza da 650 CV che l'aviatrice battezzò Joe III, eseguì un nuovo volo Parigi-Tokyo dal 26 gennaio al 6 febbraio 1934 con ritorno lo effettuò tra il 20 marzo e il 28 aprile, battendo il precedente primato Saigon-Parigi con un tempo di cinque giorni e trentotto minuti.
Sempre nel 1934, il 18 giugno, il suo compagno André Salel si schiantò durante un volo di prova di un Farman F.420-01, col suo meccanico Roger Robin, aChâteaufort.
Nel giugno 1935 l'aviatrice batté nuovamente il record mondiale di altitudine raggiungendo, a bordo di un Morane-Saulnier MS.275, gli 11 275 m. Il 1º settembre dello stesso anno, su Breguet 27, conquistò la Coppa Hélène Boucher volando da Parigi a Cannes in 2 ore e 59 minuti alla velocità media di 277,263 km/h. Il 24 settembre si aggiudicava il record mondiale di altezza per aerei leggeri (categoria 2) raggiungendo a Villacoublay i 7 338 metri. Il 13 giugno 1935 si aggiudicava un nuovo record mondiale di altezza assoluta raggiungendo i 14 310 metri.
Nel corso del 1936 fu insignita del Prix Monique Berlioux da parte dell'Accademia degli sport per la migliore performance sportiva femminile dell'anno. 
Il 19 dicembre dello stesso anno, mentre a Istres tentava di battere il record mondiale di velocità su base a bordo di un Caudron C.640 Typhon fu vittima di un grave incidente, si ruppe il tettuccio e l'aviatrice fu praticamente espulsa dall'abitacolo del velivolo, salvandosi solo grazie al paracadute in dotazione. Per la maggior parte del tempo pilotava da sola, senza meccanico, il che la costringeva a riparare da se stessa il suo aereo. Nel corso del 1937 fu insignita del grado di Ufficiale della Legion d'Onore. 
Il 19 dicembre dello stesso anno decollava nuovamente da Istres a bordo di un Caudron C.635 Simoun per tentare di battere il record mondiale femminile di distanza in linea retta. A causa del cattivo tempo dovette temporaneamente rinunciare, ma decise di ripetere subito l'impresa. Ripartita da Alessandria d'Egitto, dove aveva dovuto interrompere il volo, il 20 dicembre raggiunse Saigon tre giorni dopo conquistando il primato mondiale di distanza in solitario.

### La seconda guerra mondiale
Con lo scoppio della Seconda guerra mondiale fu costretta a sospendere le gare..
Impiegata nel 1940 con il grado di sergente nel trasporto aereo per trasferire apparecchi di vario tipo dalle Officine Amiot alla linea del fronte, il 10 giugno del 1940 fu incaricata di trasferire il prototipo del bombardiere Amiot 351 n. 12 a Landes de Bussac in modo che non finisse nelle mani dei tedeschi Come le colleghe, con l'entrata in vigore della nuova legge che rendeva le volontarie personale militare a tutti gli effetti, venne promossa l'11 giugno del 1940 al grado di sottotenente e spostata al GB (Groupe de Bombardament) II/21
Dopo la firma dell'armistizio con la Germania, nel giugno 1940, tornò ad esercitare il mestiere di modista, ma nel 1941 entrò a far parte della Resistenza francese. 
Secondo la testimonianza riportata dallo storico ed ex ufficiale di marina durante la guerra d'Algeria Henri De Wailly l'adesione della Hilsz alla Resistenza e il suo ingresso nelle FAFL va retrodato, però, all'estate del '40, quando Maryse Hilsz si era appropriata con l'aiuto di un collega di un bombardiere Amiot 354 e aveva raggiunto in Algeria le forze aeree di France Libre che in quel momento si stavano riorganizzando.
Nel 1945 entrò nelle Forces aériennes françaises libres con il grado di capitano, Charles Tillon, Ministro dell'aeronautica del primo governo retto da Charles de Gaulle (GPRF), decise di creare un corpo di piloti militari femminili, sulla falsariga di quello creato in Unione Sovietica durante la seconda guerra mondiale. Furono reclutate le più prestigiose aviatrici del tempo: Maryse Bastié, Élisabeth Boselli, Élisabeth Lion e Anne-Marie Imbrecq. Dopo un periodo di addestramento iniziale a Châteauroux, seguito da un ciclo di studi a Tours, furono tutte arruolate. L'esperienza del reclutamento delle donne nell'aviazione militare, però, terminò nel luglio 1946, con l'abbandono del governo di Félix Gouin da parte di Charles Tillon. In cima alla lista dei piloti di sesso femminile inquadrati nell'Armée de l'Air, fu nominata tenente e assegnata al gruppo da trasporto aereo ministeriale (Groupe de liaisons aériennes ministérielles, GLAM). Il 30 gennaio 1946, partì da Villacoublay insieme ad altri tre compagni per viaggiare nella tratta Marseille-Marignane con l'aereo Siebel Si 204 ma i comandi si bloccarono per via del ghiaccio sopra Bény e la coda del velivolo esplose, facendo schiantare l'aereo a terra. Maryse Hilsz perse la vita nell'incidente, e fu sepolta nel cimitero di Levallois-Perret. A titolo postumo venne insignita della Médaille de l'Aéronautique.

### Dediche e riconoscimenti
Alla sua memoria le fu intitolato lo stadio comunale (Stade Maryse Hilsz) sito nel XX arrondissement di Parigi, e una scuola elementare posta nel medesimo arrondissement. A Blois, e a Le Grand-Quevilly, le furono intitolate altrettante vie (Rue Maryse Hilsz). Nel parco comunale di Levallois-Perret fu innalzata una scultura che rappresenta l'ala di un uccello che punta verso il cielo, con la scritta che ricorda Maryse Hilsz come un: "Messaggero, nel mondo della gloria, delle ali francesi." Anche le poste francesi hanno voluto ricordare la valorosa aviatrice, emettendo nel 1972 un francobollo con la sua effigie e quella di Hélène Boucher. Due altri francobolli sono stati emessi nel 2012 dalle Terres Australes et Antarctiques Françaises che ricordano il suo forzato atterraggio sulla spiaggia dell'isola di Juan de Nova, (Madagascar), disegnati da Cyril de La Patellière.

### Periodici
- Achille Boroli, Adolfo Boroli, Maryse Hilsz, in L'Aviazione, 3 (45° fascicolo), Novara, Istituto Geografico De Agostini, 1983,  pp. IV, ISBN non esistente.
- Collot, G. Maryse Hilsz, une pionnière, La Philatélie Française, nº603 (dicembre 2005).